# Голубкин, Николай Николаевич
Никола́й Никола́евич Голу́бкин (6 сентября 1974, Магнитогорск, СССР) — советский и российский футболист, защитник.

## Биография
С 6 до 15 лет занимался в футбольной секции родного Магнитогорска, первым тренером был Александр Гуров. Выступал за юношескую сборную РСФСР (до 14 лет) в чемпионате СССР среди республик. Затем продолжил обучение в ростовском спортинтернате, где занимался под руководством Юрия Александровича Мосалёва. После окончания спортивного интерната подписал контракт с «Ростсельмашем».
В 1991 году сыграл 2 матча в первенстве СССР за «Ростсельмаш», в составе которого затем с 1992 по 1993 год выступал в Высшей лиге России, где принял участие в 16 встречах команды, и ещё за это время провёл 18 игр и забил 1 гол за «Ростсельмаш-д» во Второй лиге.
В 1994 году перешёл в «Ладу», но на одной из первых тренировок травмировался (сломал ногу), из-за чего затем 3 месяца проходил в гипсе, и в итоге не смог завоевать место в основном составе, сыграв только 3 матча в чемпионате. С 1995 по 1996 год снова выступал за «Ростсельмаш», в 21 встрече забил 1 мяч.
Сезон 1997 года провёл в клубе «Магнитка», сыграл 25 матчей, забил 5 голов. С 1998 по 1999 год выступал за «Кубань», в составе которой провёл 19 игр и забил 2 мяча. В 1999 году выступал в том числе и на любительском уровне за «Немком».
С 2000 по 2005 год играл за краснодарский любительский клуб «Динамо». С 2006 по 2007 год в последний раз в карьере выступал на профессиональном уровне за ставропольское «Динамо», провёл 52 матча и забил 2 гола в первенстве, и ещё 3 встречи сыграл в Кубке России.
После завершения карьеры профессионального футболиста продолжал играть на любительском уровне за команду «Юбилейный», а также участвует в ветеранских турнирах в составе сборной Краснодарского края и команды ветеранов ФК «Кубань».